# 鲁德拉普尔
鲁德拉普尔（Rudrapur），是印度北方邦Deoria县的一个城镇。总人口28324（2001年）。

## 人口
该地2001年总人口28324人，其中男性14581人，女性13743人；0—6岁人口5159人，其中男2675人，女2484人；识字率51.99%，其中男性为62.16%，女性为41.19%。